# Sergey Rodionov
Sergey Rodionov (en ruso: Серге́й Юрьевич Родионов, Moscú, Rusia; 3 de septiembre de 1962) es un exfutbolista y entrenador ruso que jugaba en la posición de delantero.

## Carrera

### Club
Tras estar cuatro años en las divisiones juveniles del FC Spartak de Moscú, en 1978 debuta como profesional con el Krasnaya Presnya Moscow con el que juega dos partidos sin anotar goles. En 1979 juega con el primer equipo del FC Spartak de Moscú, con el que juega por 11 temporadas en las que anotó 119 goles en 279 partidos y ganó tres títulos de liga y uno de copa, además de ser el goleador del campeonato nacional en 1989.
En 1990 viaja a Francia para unirse al Red Star FC de la Ligue 2 con el que jugó por tres años y anotó nueve goles en 58 partidos. En 1993 regresa a Rusia por primera vez tras la disolución de la Unión Soviética y regresa al FC Spartak de Moscú en su segunda etapa, en la que anotó cinco goles en 24 partidos y ganó el título de liga dos veces, retirándose en 1995.

### Selección nacional
Jugó para Unión Soviética de 1980 a 1990 en 37 partidos y anotó ocho goles, uno de ellos en la victoria por 6-0 ante Hungría en la Copa Mundial de Fútbol de 1986. También estuvo en la selección que jugó el mundial de España 1982.

### Entrenador
Dirigió al FC Spartak-2 Moscow de 1996 a 1999, y posteriormente ocupó cargos de asistente del FC Spartak de Moscú y el FC Anzhi Makhachkala, pero principalmente ha ocupado cargos administrativos del FC Spartak de Moscú como presidente de la academia de fútbol y director general, además de consultor del FC Spartak Lukhovitsy.

## Logros

### Club
- Primera División de la Unión Soviética (3): 1979, 1987, 1989
- Copa de la Unión Soviética (1): 1987
- Russian Premier League (2): 1993, 1994

### Individual
- Goleador de la Primera División Soviética (1): 1989 (16 goles)